# District de Narsinghpur
Le district de Narsinghpur  (hindi : नरसिंहपुर जिला) est un district  de l'état du Madhya Pradesh, en Inde,

## Géographie
Au recensement de 2011, sa population compte 1 092 141 habitants.
Son chef-lieu est la ville de Narsinghpur. 
Transport ferroviaire : gare de Gadarwara, Gare de Narsinghpur